# 100 Геркулеса
100 Геркулеса (лат. 100 Herculis) — кратная звезда в созвездии Геркулеса на расстоянии (вычисленном из значения параллакса) приблизительно 208 световых лет (около 63,9 парсек) от Солнца. Возраст звезды определён как около 442 млн лет.

## Характеристики
Первый компонент (HD 166045A) — белая звезда спектрального класса A3V, или A3. Видимая звёздная величина звезды — +5,823m. Масса — около 2 солнечных, радиус — около 1,96 солнечного, светимость — около 9,739 солнечных. Эффективная температура — около 8241 K.
Второй компонент — красный карлик спектрального класса M. Масса — около 210,97 юпитерианских (0,2014 солнечной). Удалён в среднем на 1,884 а.е..
Третий компонент — HD 166045B. Видимая звёздная величина звезды — +8,8m. Масса — около 1,42 солнечной. Орбитальный период — около 15,8 лет. Удалён в среднем на 984 а.е.
Четвёртый компонент (HD 166046) — белая звезда спектрального класса A3V, или A3. Видимая звёздная величина звезды — +5,797m. Масса — около 1,8 солнечной, радиус — около 1,621 солнечного, светимость — около 6,105 солнечных. Эффективная температура — около 8379 K. Орбитальный период — около 4466836 суток (12230 лет). Удалён на 14,3 угловых секунд.
Пятый компонент — красный карлик спектрального класса M. Масса — около 83,84 юпитерианских (0,08 солнечной). Удалён от четвёртого компонента в среднем на 1,819 а.е.
Шестой компонент (UCAC2 41046345) — оранжевый гигант спектрального класса K. Видимая звёздная величина звезды — +11,8m. Радиус — около 13,04 солнечных, светимость — около 61,875 солнечных. Эффективная температура — около 4483 K. Удалён на 79,9 угловых секунд.